# فرانك براون (سياسي)
فرانك براون (بالإنجليزية: Frank Brown)‏ هو سياسي أمريكي، ولد في 8 أغسطس 1846 في مقاطعة كارول في الولايات المتحدة، وتوفي في 3 فبراير 1920 في بالتيمور في الولايات المتحدة. حزبياً، نشط في الحزب الديمقراطي. وقد انتخب عضو مجلس النواب لولاية ماريلند (1876 – 1878) وانتخب حاكم ماريلاند ‏.